# Crataegus holmesiana
Crataegus holmesiana är en rosväxtart som beskrevs av William Willard Ashe. Crataegus holmesiana ingår i Hagtornssläktet som ingår i familjen rosväxter.

## Underarter
Arten delas in i följande underarter:
- C. h. tardipes
- C. h. holmesiana